# 亨克爾Lerche戰鬥機

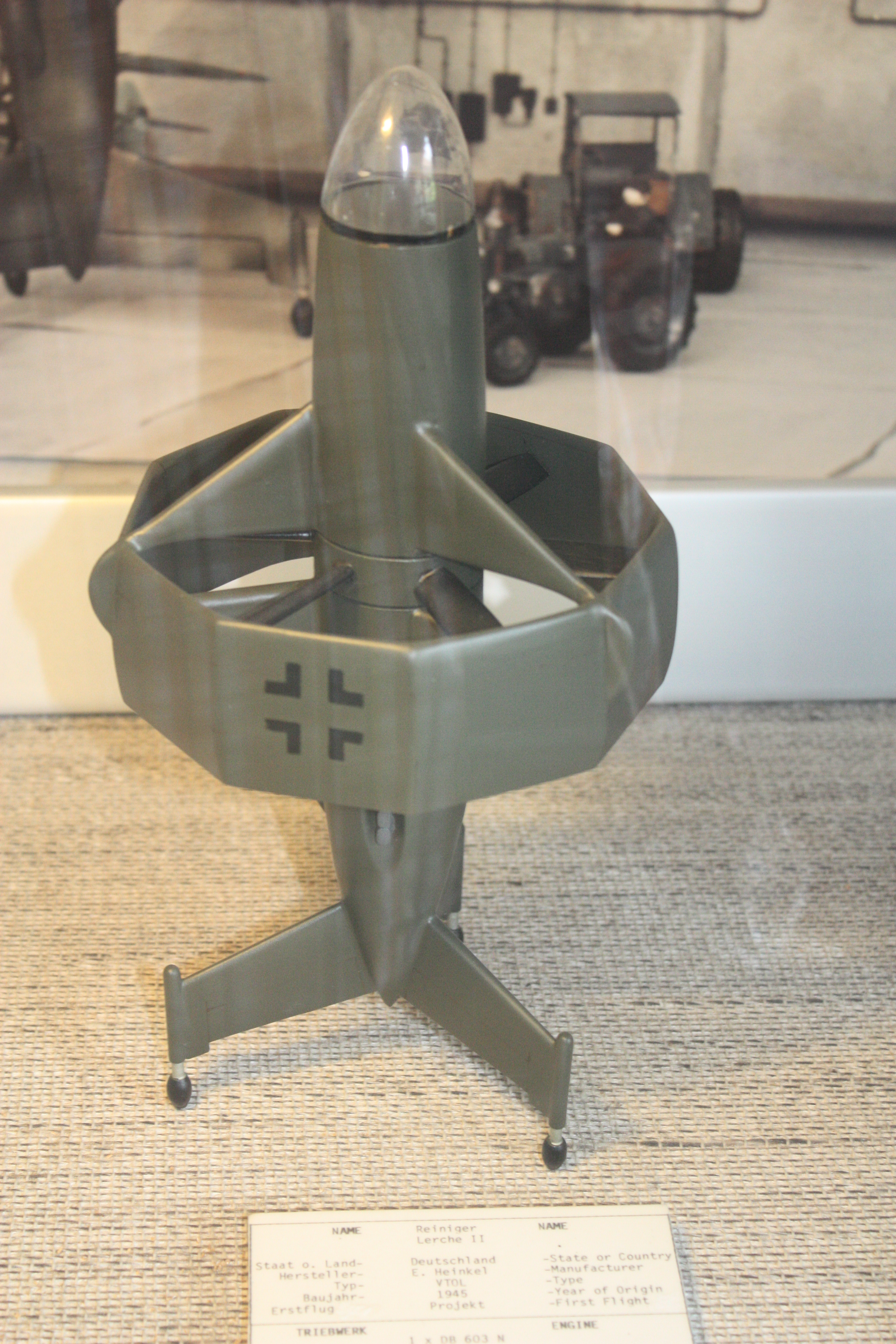

亨克爾 Lerche（德文發音：[ˈlɛrçə]，英文：lark）是第二次世界大戰末期由納粹德國空軍所預定開發的垂直起降式戰鬥機。

## 主要性能參數
- 乘員：1
- 製造商：納粹德國亨克爾
- 全長：9.40公尺
- 翼展：4.00公尺
- 翼面積：12.00m2
- 空重：4,500 kg
- 發動機：
- 極速：800 km/hr
- 巡航速度：533 km/hr
- 升限：14,300 m
- 爬升率：50 m/s
- 武裝: 2挺 30 mm MK 108 航空機砲
- 3枚 魯爾鋼鐵公司 X-4 空對空飛彈